# Milano (Alex Britti)
Milano è una canzone scritta e interpretata da Alex Britti. Il brano fu registrato per la prima volta nel 2000 e inserito nell'album La vasca. In seguito una versione unplugged è stata eseguita il 29 settembre 2007 negli studi di MTV Italia, e registrata nell'album Alex Britti MTV Unplugged del 2008.
Una versione del brano leggermente più corta (5:27), rispetto a quella presente sull'album (7:12) è stata estratta come primo singolo dall'album.

## Classifiche
| Classifica (2008) | Posizione massima |
| ----------------- | ----------------- |
| Italia            | 39                |